# Quœux-Haut-Maînil
Quœux-Haut-Maînil település Franciaországban, Pas-de-Calais megyében. Lakosainak száma 215 fő (2022. január 1.). Quœux-Haut-Maînil Wail, Vaulx, Fillièvres, Fontaine-l’Étalon, Galametz, Gennes-Ivergny, Haravesnes és Vacqueriette-Erquières községekkel határos.

## Népesség
A település népességének változása:
| Lakosok száma | 248  | 252  | 255  | 257  | 247  | 236  | 226  | 219  | 215  |
|               | 2013 | 2015 | 2016 | 2017 | 2018 | 2019 | 2020 | 2021 | 2022 |